# Slavia Sofia
Le Slavia Sofia  est un club omnisports bulgare basé dans la ville de Sofia.

## Sections
- football : voir article : PFC Slavia Sofia
- hockey sur glace : voir article : HK Slavia Sofia
- basket-ball féminin : voir article Slavia Sofia (basket-ball féminin)
- volley-ball : voir article VK Slavia Sofia